# Comté de Marshall (Tennessee)
Pour les articles homonymes, voir Comté de Marshall.
Le comté de Marshall est un comté de l'État du Tennessee, aux États-Unis. Le siège du comté est Lewisburg.
Le comté de Marshall a été créé en 1836 à partir de certaines parties des comtés de Giles, Bedford, Lincoln et Maury. Il a été nommé d’après John Marshall, président de la Cour suprême des États-Unis. 

## Géolocalisation
| Comté de Williamson |                   | Comté de Rutherford |
| Comté de Giles      | Comté de Marshall | Comté de Bedford    |
| Comté de Giles      |                   | Comté de Lincoln    |